# Christina Egelund
Christina Egelund (nascida a 9 de dezembro de 1977, em Hjørring) é uma política dinamarquesa que foi membro do Folketing pelo partido Aliança Liberal de 2015 a 2019.

## Carreira política
Egelund foi eleita para o parlamento nas eleições legislativas dinamarquesas de 2015, onde recebeu 3.076 votos. Na eleição de 2019 recebeu 2.026 votos e não foi reeleita.